# Os (Hordaland)
Os é uma comuna localizada no condado de Hordaland, Noruega. Os possui 139 km² de área e 14 908 habitantes (censo de 2005).